# Base sommergibili di Brest
La base sommergibili di Brest è un immenso rifugio corazzato della seconda guerra mondiale, destinato a base della 1. e della 9. Unterseebootsflottille (dal tedesco: la 1ª e la 9ª flottiglia di sottomarini) di U-Boot della Kriegsmarine. È una delle cinque basi navali per U-Boot, che la Kriegsmarine costruì in Francia durante la seconda guerra mondiale.
Benché la base sommergibili di Lorient sia la più grande con i suoi 3 bunker (Kéroman I, II e III), il bunker di Brest è il più grande mai costruito.
La costruzione, affidata all'Organizzazione Todt comincia nel 1941 e si termina nel 1942 (in 500 giorni). La Kriegsmarine utilizza le installazioni della Penfeld preesistenti : la base è così costruita ai piedi dell'École Navale (nel luogo detto « Les 4 pompes »).
Il primo U-boot arriva a Brest nell'agosto 1940; si tratta dell'U-65 (Tipo IX-B).
Ancor oggi, numerose opere (blockhaus) destinate alla protezione della base sommergibili sussistono e possono essere osservate nei dintorni di questa, ma la maggior parte di esse sono situate in zona militare.